# Hal van het Bedrijfsleven
De Hal van het Bedrijfsleven, in de volksmond ook wel de KKF-hal genoemd, is een beursgebouw in Paramaribo, Suriname. Het staat dicht bij de Kamer van Koophandel en Fabrieken (KKF).

## Geschiedenis
De KKF kreeg het terrein van 1,8 hectare aan de Prof. W.J.A. Kernkampweg 37 in 1996 in handen en voltooide daar in 2000 de bouw van het beursgebouw. Meteen vanaf het begin draagt het de naam Hal van het Bedrijfsleven. Vanwege de betrokkenheid van de KKF wordt er echter meestal naar verwezen als de KKF-hal of KKF-beurshal.
Om de organisatie van beurzen in Suriname te professionaliseren, werd het gebouw in 2003 ondergebracht in de stichting Business Support Organization Suriname (BUSO), terwijl in vergelijking de KKF tot doel heeft om ondernemerschap en economische groei te bevorderen. De KKF maakt daarvoor geregeld gebruik van het beursgebouw, onder meer met de Made in Suriname-beurs en met de jaarbeurs. Andere organisatoren zijn United die eveneens handelsbeurzen organiseert zoals de United Caribbean Business and Trade Fair en de Health and Wellness-beurs van BUSO.